# Theobroma
Theobroma este un oraș în Rondônia (RO), Brazilia.